# گلبول بوک

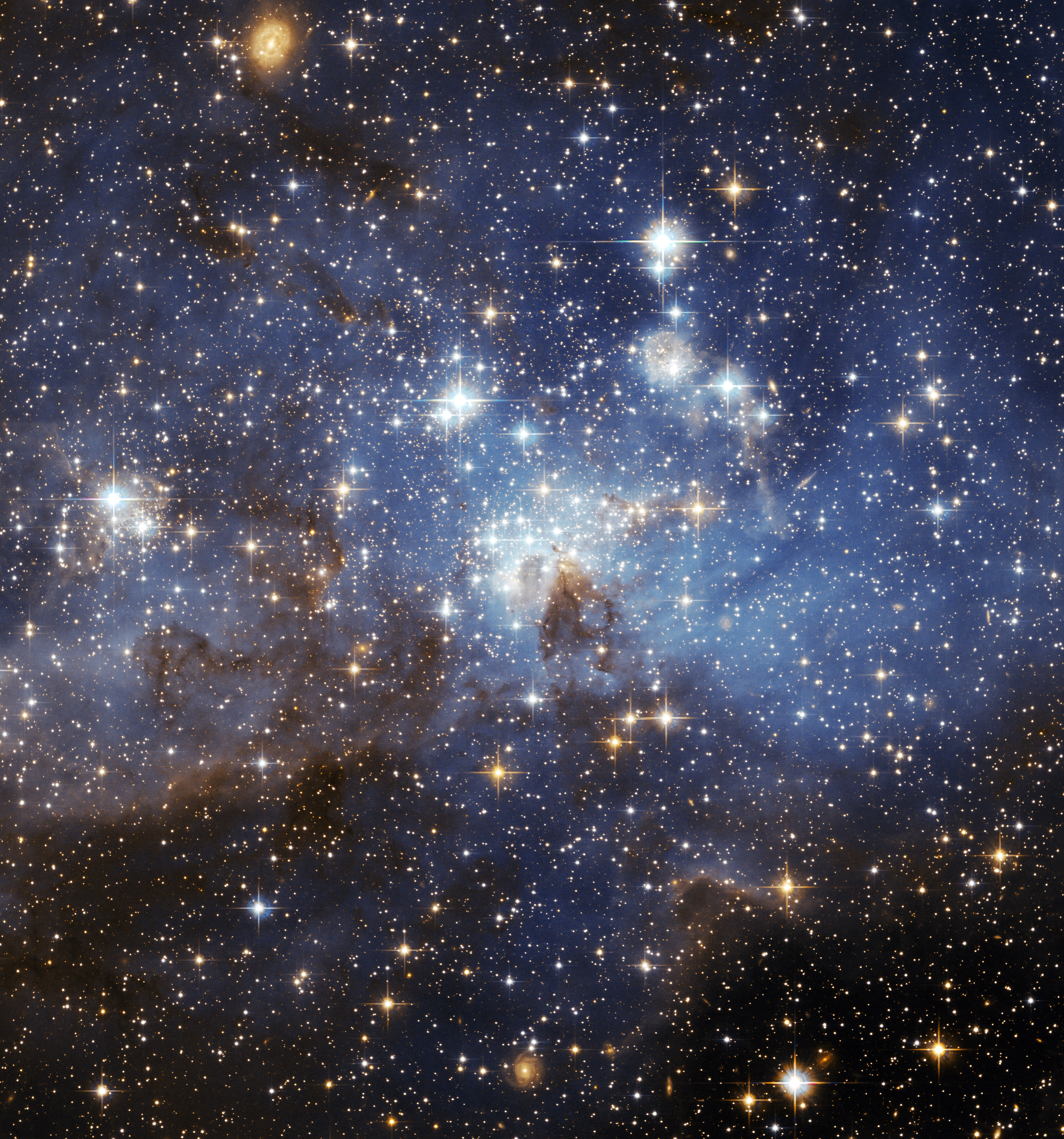
ال اچ ۹۵ پرورشگاه ستاره‌ای در ابر ماژلانی بزرگ

گلبول‌های بوک (به انگلیسی: Bok globule) در اخترشناسی ابرهایی تیره از گرد و غبار کیهانی متراکم و گاز هستند که در آن‌جا، گاهی شکل‌گیری و زایش ستارگان صورت می‌پذیرد.
گلبول‌های بوک در درون مناطق اچ دو یافت می‌شوند. معمولاً یک توده از گلبول‌های بوک جرمی نزدیک به ۲ تا ۵۰ برابر جرم خورشید و پهنایی کم و بیش به وسعت یک سال نوری دارند که به‌صورت لکه‌هایی در یک منطقهٔ اچ دو پراکنده‌اند. این گلبول‌ها مخلوطی از هیدروژن مولکولی (H۲)، دی‌اکسید کربن، هلیوم، و در حدود یک در صد (۱٪ وزن) از گرد و غبار سیلیکات تشکیل شده‌اند. گلبول‌های بوک اغلب به‌شکل‌گیری سامانه‌های ستاره‌ای دو، یا چند ستاره‌ای منجر می‌شوند.
گلبول‌های بوک برای نخستین بار توسط ستاره‌شناس هلندی-آمریکایی بارت بوک در دههٔ ۱۹۴۰ مشاهده شدند. در نوشتاری که بوک و هم‌کارش ای.اف. ریلی در سال ۱۹۴۷ میلادی منتشر کردند، این فرضیه را پیش کشیدند که؛ این لکه‌های پیله مانند در یک منطقهٔ اچ دو، می‌توانند نتیجهٔ یک رمبش گرانشی که برای تشکیل ستاره‌های جوانی، که خود در نهایت از آن‌ها ستاره و خوشه‌های ستاره‌ای به‌وجود می‌آید باشند.